# Rudolf Scharping

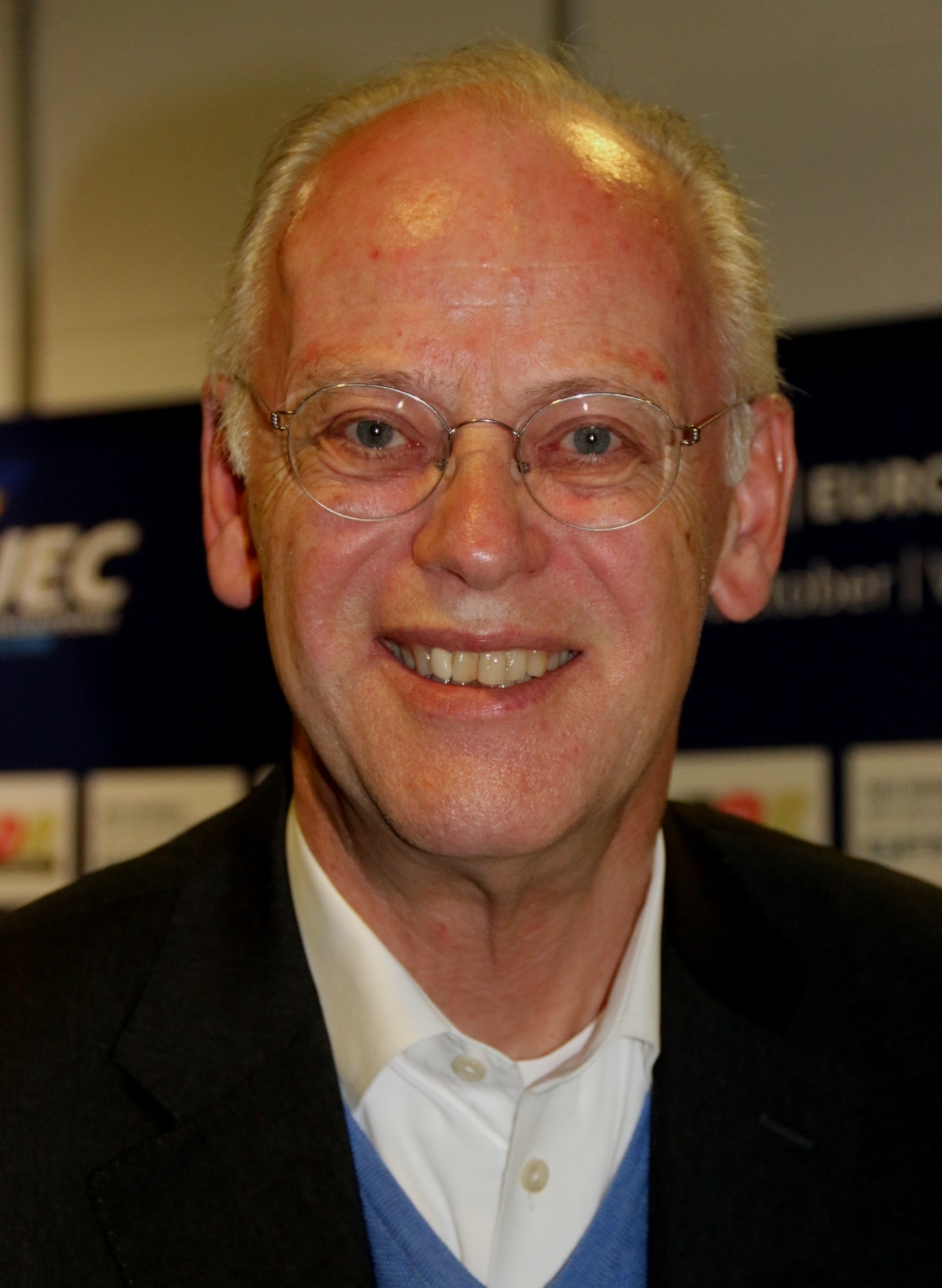
Rudolf Scharping (2017)

Rudolf Albert Scharping (* 2. Dezember 1947 in Niederelbert) ist ein deutscher ehemaliger Politiker (SPD) und Sportfunktionär, Unternehmensberater und Lobbyist.
Er war von 1991 bis 1994 Ministerpräsident des Landes Rheinland-Pfalz und von 1998 bis 2002 Bundesminister der Verteidigung. Von 1993 bis 1995 war er außerdem Bundesvorsitzender der SPD und bei der Bundestagswahl 1994 deren Kanzlerkandidat. Von März 1995 bis Mai 2001 war er Parteivorsitzender der Sozialdemokratischen Partei Europas (SPE). Seit dem Ausscheiden aus dem Bundestag im Jahr 2005 hat er sich aus der öffentlichen Politik weitgehend zurückgezogen. Von 2005 bis 2025 war er Präsident des Bundes Deutscher Radfahrer. 2006 stieg er ins China-Beratungsgeschäft ein.

## Herkunft und Ausbildung
Rudolf Scharping wuchs als erstes von sieben Kindern des aus Bielefeld stammenden Möbelkaufmanns Albert Scharping und der Sekretärin Hilde Scharping, geb. Kern, in Niederelbert im Unterwesterwald und ab 1949 in Niederlahnstein bei Koblenz auf. Nach dem Abitur 1966 am Gymnasium Lahnstein verpflichtete sich Scharping freiwillig als Soldat auf Zeit für zwei Jahre bei der Bundeswehr, wurde jedoch nach wenigen Wochen beim Jagdbombergeschwader 33 in Büchel/Eifel wegen seiner Sehschwäche beurlaubt und nach einem halben Jahr entlassen.
Ab 1966 studierte er Rechtswissenschaft und Soziologie an der Universität Bonn. Nach fünf Semestern wechselte er zum Hauptfach Politikwissenschaft und legte 1974 seine Magisterprüfung (M. A.) ab. Seine Magisterarbeit hat den Titel Probleme eines regionalen Wahlkampfes am Beispiel des Bundestagswahlkampfes 1969 der SPD im Wahlkreis Bad Kreuznach.

## Politische Karriere

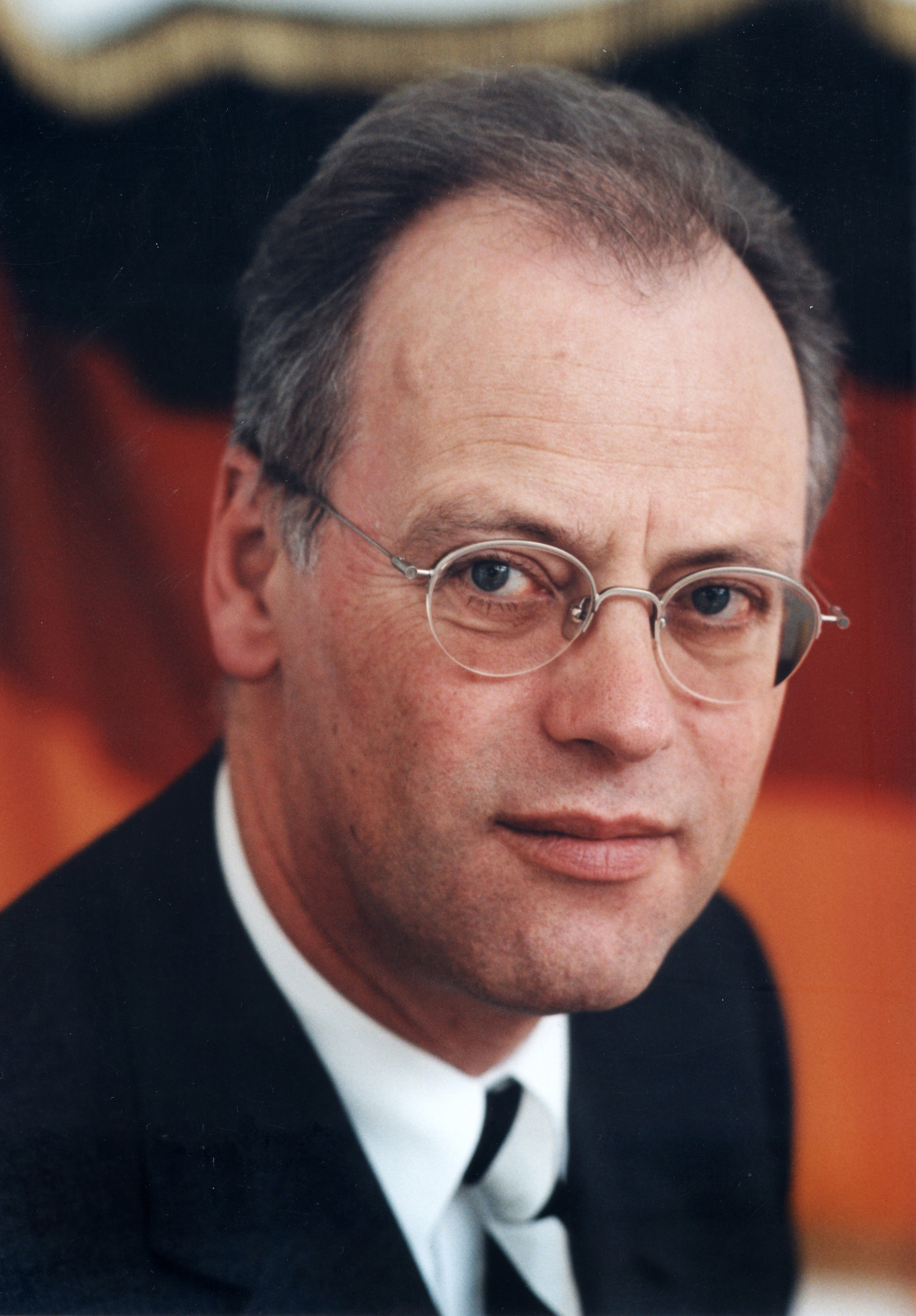
Rudolf Scharping in seiner Zeit als Verteidigungsminister (um 2000)

Scharping wurde 1966 Mitglied der SPD. 1968 wurde ein Parteiordnungsverfahren gegen ihn eingeleitet, weil er Flugblätter gegen die Anschaffung der Starfighter verteilt hatte. Das Verfahren wurde jedoch nach zehn Monaten eingestellt. Von 1969 bis 1974 war er Landesvorsitzender der Jusos in Rheinland-Pfalz, von 1974 bis 1976 deren stellvertretender Bundesvorsitzender.

### Landespolitik in Rheinland-Pfalz
Von 1975 bis 1994 war Scharping Mitglied des Landtages von Rheinland-Pfalz. 1985 wurde er Vorsitzender der SPD Rheinland-Pfalz (bis 1993) und der SPD-Landtagsfraktion (bis 1991). 1984 bis 1990 war er außerdem Vorsitzender des SPD-Bezirks Rheinland/Hessen-Nassau.
Bei der Landtagswahl 1987 trat er erstmals als Spitzenkandidat gegen Ministerpräsident Bernhard Vogel (CDU) an und errang für die SPD 38,8 % der Stimmen (minus 0,8 Prozentpunkte). Die CDU blieb mit 45,1 % (minus 6,8) stärkste Partei. Nach Bernhard Vogels Rückzug wurde die SPD 1991  mit 44,8 % stärkste Partei. Scharping, der erneut als Spitzenkandidat gegen Ministerpräsident Carl-Ludwig Wagner (CDU) angetreten war, wurde am 21. Mai 1991 zum Ministerpräsidenten gewählt. Er war nach vierundvierzigjähriger CDU-Regierungszeit der erste Sozialdemokrat in diesem Amt.

### Bundespolitik
1993 trat der bisherige SPD-Vorsitzende Björn Engholm von seinem Amt zurück. Die Nachfolge wurde erstmals in einer Urwahl durch die Parteimitglieder bestimmt. Neben Scharping traten der niedersächsische Ministerpräsident Gerhard Schröder und die Bundestagsabgeordnete Heidemarie Wieczorek-Zeul an. Die Mitgliederbefragung im Juni 1993 gewann Scharping schließlich mit 40,2 % vor Schröder (33,2 %) und Wieczorek-Zeul (26,5 %). Auf einem Sonderparteitag in Essen kürte ihn die Partei endgültig zum Vorsitzenden. Mit der Abstimmung war praktisch auch die Frage der Kanzlerkandidatur für die Bundestagswahl 1994 verbunden.
Bei der Bundestagswahl 1994 kandidierte Scharping dann als Kanzlerkandidat. Er bildete im Wahlkampf mit Oskar Lafontaine und Gerhard Schröder eine sogenannte Troika, die aber von gegenseitiger Rivalität geprägt war. Nachdem die SPD Anfang 1994 in den Umfragen noch in einer guten Position war, konnte die Union unter Bundeskanzler Helmut Kohl im Jahresverlauf immer weiter aufholen. Der Wahlkampf der SPD wurde ebenso wie die teilweise linkische Art Scharpings und die innerparteiliche Zerrissenheit kritisiert. Am 16. Oktober 1994 erzielte die SPD schließlich 36,4 % und gewann damit 2,9 Prozentpunkte hinzu, blieb aber hinter der Union mit 41,4 % (minus 2,4) zurück. Die amtierende schwarz-gelbe Koalition konnte eine knappe Mehrheit erringen. Scharping legte nach der Wahl sein Amt als Ministerpräsident nieder, wechselte nach Bonn und wurde Vorsitzender der SPD-Bundestagsfraktion und damit Oppositionsführer.
Auf das enttäuschende Ergebnis der Bundestagswahl folgten mehrere Stimmenverluste bei Landtagswahlen; die innerparteiliche Kritik am Vorsitzenden wuchs, der im Umgang mit Medien und Menschen unbeholfen und führungsschwach wirkte. Auf dem Mannheimer Parteitag im November 1995 sollte er ursprünglich ohne Gegenkandidat zur Wiederwahl antreten. Seine Bewerbungsrede enttäuschte jedoch, in starkem Gegensatz zum kämpferischen Redebeitrag Oskar Lafontaines am Folgetag, der daraufhin von mehreren Delegierten zur Kandidatur aufgefordert wurde. In der folgenden Kampfabstimmung um den Parteivorsitz unterlag Scharping mit 190 zu 321 Stimmen deutlich.
Scharping war dann bis 2003 einer von fünf stellvertretenden Bundesvorsitzenden der SPD und von März 1995 bis Mai 2001 Vorsitzender der Sozialdemokratischen Partei Europas (SPE).
Bei der Bundestagswahl 1998 zog er als direkt gewählter Abgeordneter des Wahlkreises Montabaur ins Parlament ein. 1994 und 2002 kam er über die Landesliste Rheinland-Pfalz in den Bundestag. 2005 schied er aus dem Parlament aus und zog sich weitestgehend aus der Politik zurück.

### Bundesverteidigungsminister

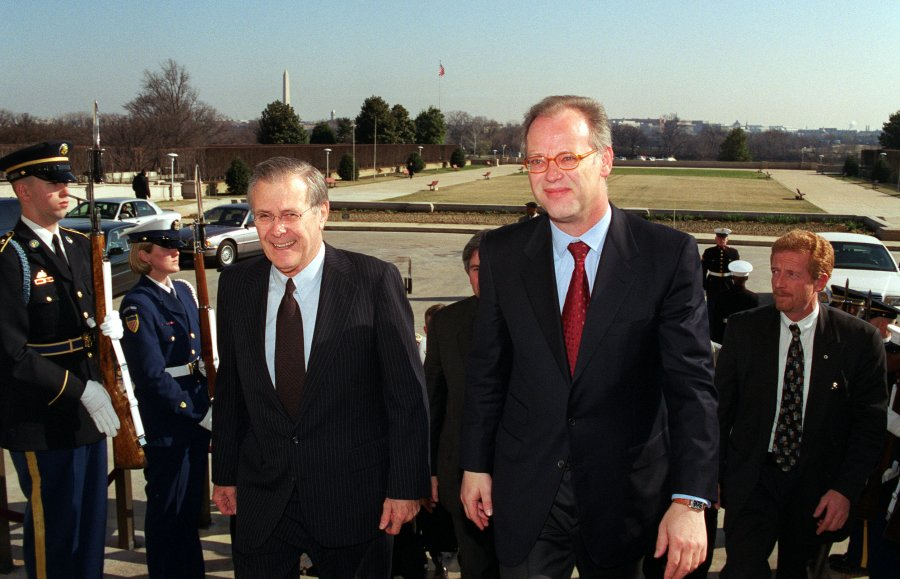
Rudolf Scharping (rechts) mit US-Verteidigungsminister Donald Rumsfeld (2001)

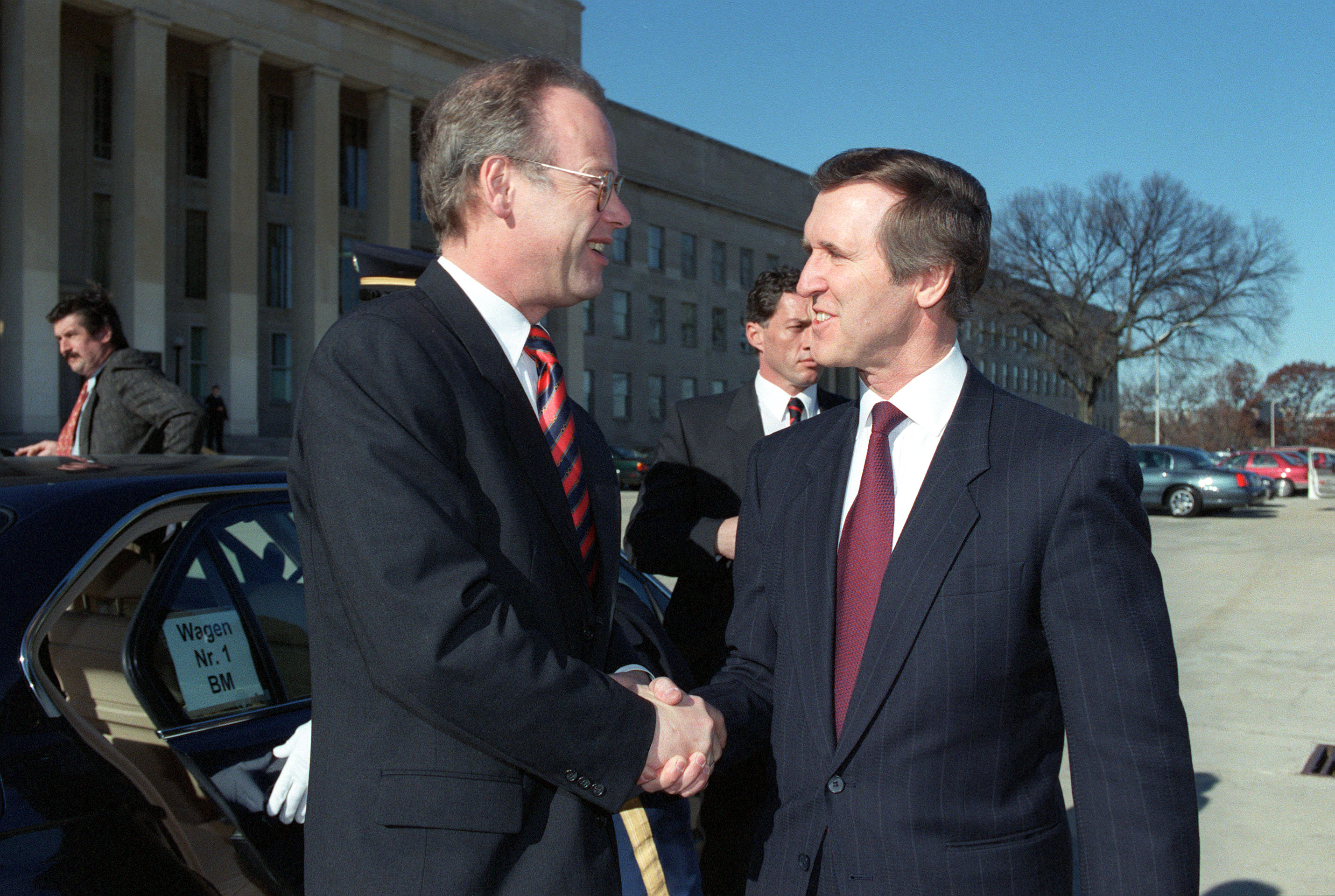
Verteidigungsminister Scharping (links) mit seinem US-amerikanischen Amtskollegen William Cohen (1998)

Vom 27. Oktober 1998 bis zum 18. Juli 2002 war Scharping Bundesminister der Verteidigung und der erste, unter dessen Führung die Bundeswehr an einem Krieg, dem Kosovokrieg, teilnahm.
Im Jahr 2000 beendete Scharping gegen den Widerstand der militärischen Führung die Diskriminierung von Homosexuellen in der Bundeswehr. Zwar war diese bereits seit 1970 nur noch dann ein Dienstvergehen, wenn es einen „dienstlichen Bezug“ gab. Am 3. Juli 2000 wurde festgehalten: „Homosexualität stellt keinen Grund für Einschränkungen hinsichtlich Verwendung oder Status und somit auch kein gesondert zu prüfendes Eignungskriterium dar.“

#### Herkules-Projekt
Während seiner Amtszeit brachte Scharping das IT-Projekt Herkules auf den Weg, das die Telekommunikationsstruktur der gesamten Bundeswehr erneuern sollte.

#### Kosovokrieg
Das Eingreifen der NATO im Kosovokrieg stieß in Teilen der Bevölkerung auf Kritik, nicht nur, weil die Übereinstimmung mit dem Grundgesetz und dem Völkerrecht umstritten war. Scharping rechtfertigte den Krieg wiederholt mit bevorstehenden Gräueltaten zum Rogovo-Vorfall und dem angeblichen serbischen „Hufeisenplan“ zur militärischen Vertreibung der Albaner aus dem Kosovo. Jedoch ist heute umstritten, ob und wie weit dieser Plan tatsächlich existierte. Gerhard Schröder, Bundeskanzler zur Zeit des Kosovokrieges, bezeichnete 2014 diesen, mit Bezug auf die Annexion der Krim, ebenfalls als völkerrechtswidrig. Damit bezichtigte er sich selbst rückwirkend des Bruchs des Völkerrechts.

#### Entlassung
Im Juli 2002 wurde Scharping auf Bitte von Bundeskanzler Schröder durch den Bundespräsidenten entlassen.
Als Gründe für die Entlassung kurz vor der Bundestagswahl 2002 gelten die Mallorca-Affäre, die Hunzinger-Affäre und der Verlust von Ansehen und Respekt in der Bundeswehr. So hatte er sich unter anderem für die Zeitschrift Bunte mit seiner Lebensgefährtin Kristina Gräfin Pilati-Borggreve im Swimmingpool auf Mallorca fotografieren lassen, während gleichzeitig die Bundeswehr unmittelbar vor einem Einsatz in Mazedonien stand. Scharpings Pressesprecher im Ministerium, Detlef Puhl, erfuhr nach eigenen Angaben von den Fotos erst durch die Veröffentlichung, wurde aber von Scharping als Reaktion versetzt. Die Affäre hatte sich schon Anfang September 2001 zugespitzt und Scharping in die Kritik gebracht, doch wegen der Terroranschläge am 11. September 2001 geriet das Thema wieder aus dem Fokus der Öffentlichkeit. Auslöser für seine Entlassung wurden Scharpings Affären um „Honorarzahlungen und teure Einkäufe“; doch vor allem habe sich Scharping selbst durch „eher im privaten und persönlichen Verhalten liegende Fehler geschwächt“. So fehle ihm „in diesem Zusammenhang die nötige Einsicht, wie er die Veränderungen in seinem privaten Umfeld diskret in der Öffentlichkeit behandeln sollte“.

## Sportpolitisches Engagement

Scharping am Rande des Weltcuprennens in Nürnberg 2005

Scharping auf der Jahreshauptversammlung des BDR am 21. März 2009 in Leipzig

Am 19. März 2005 wurde Rudolf Scharping zum Präsidenten des Bundes Deutscher Radfahrer gewählt und am 21. März 2009 nach heftiger verbandsinterner Kritik in einer Kampfabstimmung auf der Jahreshauptversammlung in Leipzig wiedergewählt. Am 23. März 2013 wurde er nochmals wiedergewählt, obgleich Scharping kurz vor seiner zweiten Wiederwahl mitgeteilt hatte, dass er nicht wieder für das Amt kandidieren wolle. Am 1. April 2017 und am 17. April 2021 wurde Scharping zu seiner vierten bzw. fünften Amtsperiode in Folge wiedergewählt. 2025 trat er nicht zu einer erneuten Amtszeit an, sein Nachfolger wurde Bernd Dankowski aus Hamburg.

## Tätigkeiten als Berater und Lobbyist
Scharping ist Vorstand der RSBK Strategie Beratung Kommunikation AG (von ihm in 2003 als GmbH gegründet), ein Unternehmen mit Sitz in Frankfurt am Main, das sich u. a. auf das Gebiet der öffentlich-privaten Partnerschaft spezialisiert hat. Im Jahr 2006 stieg Scharping umfassend in das China-Beratungsgeschäft ein. 
Die Wirtschaftswoche schrieb 2006, er habe einen Beratervertrag mit der chinesischen Regierung. Im Jahr 2012 folgte die Gründung der Rudolf Scharping Consulting (Beijing) Co., Ltd. in Peking. 2020 verkaufte Scharping sechzig Prozent seiner Firma RSBK AG an Harald Christ. 2021 erklärte Scharping, er habe in den vergangenen 15 Jahren fast 200 China-Besuche absolviert. Wiederholt wurde Scharping vorgeworfen, in seinen Auftritten in chinesischen Regierungsmedien das autoritäre Gebaren des Staats zu relativieren.
Ab 2007 beriet er das Beteiligungskapitalunternehmen Cerberus, das sich auf die Übernahme von nahezu zahlungsunfähigen Unternehmen spezialisiert hat. 
Spätestens ab Mai 2009 war Scharping als Berater für Maria-Elisabeth Schaeffler tätig. Eine seiner Aufgaben war die Verhandlung für die Unternehmensführung mit den Arbeitnehmervertretern und Gewerkschaften und die Unterstützung der Schaeffler-Gruppe bei der Übernahme der Continental AG.
Scharping wurde 2016 Miteigentümer der Konkursmasse der österreichischen Teak Holz International.

## Weitere Tätigkeiten
Nach einer Tätigkeit als Gastdozent wurde Rudolf Scharping 2006 von der Fletcher School of Law and Diplomacy zum Gastprofessor für Internationale Politik berufen. Rudolf Scharping steht auf der Mitgliederliste des Deutsch-Russischen Forums e. V., Stand vom 15. Januar 2016.

## Privates
Rudolf Scharping hat mit seiner ersten Ehefrau Jutta Scharping (geb. Krause) drei Töchter. In zweiter Ehe war er mit Kristina Gräfin Pilati von Thassul zu Daxberg (geb. Paul) verheiratet. Am 27. Januar 2016 wurde die Trennung des Paares bekannt, 2017 wurde die Ehe geschieden.

## Kabinette
- Kabinett Scharping – Kabinett Schröder I

## Auszeichnungen
Am 2. November 2000 verlieh ihm die Anti-Defamation League (ADL) in New York für sein Engagement für die Benennung der Feldwebel-Schmid-Kaserne in Rendsburg den Paul Ehrlich – Günther K. Schwerin – Menschenrechtspreis.

## Veröffentlichungen
- Mit Friedhelm Wollner (Hrsg.): Demokratischer Sozialismus. Diskussionsbeiträge zum Orientierungsrahmen ’85 der SPD. Rowohlt, Reinbek 1973, ISBN 3-499-11713-4.
- Was jetzt zu tun ist. Piper, München/Zürich 1994, ISBN 3-492-03722-4.
- Die Einheit wirtschaftlich und sozial gestalten. Einstiegsvortrag zum Leipziger Wirtschaftsgespräch am 20. September 1995 in Leipzig. Friedrich-Ebert-Stiftung, Leipzig 1995, ISBN 3-86077-264-3.
- Bürgerrechte in die Informationswelt verlängern. In: Demokratische Medien – der Mensch im Mittelpunkt. Für eine humane und soziale Informationsgesellschaft. Dokumentation der Reden und Podiumsdiskussionen der SPD-Medienkonferenz vom 5. Mai 1995. Schüren, Marburg 1995, ISBN 3-89472-137-5, S. 14–27.
- Meine Tour de France. 25 Touren und Etappen zum Nachradeln auf der Spur des längsten, härtesten und spannendsten Radrennens der Welt. Gerstenberg, Hildesheim 1998, ISBN 3-8067-2835-6.
- Wir dürfen nicht wegsehen. Der Kosovo-Krieg und Europa. Ullstein, Berlin 1999, ISBN 3-550-07106-X; aktualisierte Taschenbuchausgabe Econ, München 2001, ISBN 3-548-75003-6.
- Carlo Altomonte, Pierre Defraige, Lucas Delatre, Karl-Theodor zu Guttenberg, Sylvie Goulard, Rudolf Scharping: Le Partenariat privilégié, alternative à l'adhésion. Fondation Robert Schuman, 2006, ISSN 1761-2233.
- Mit Frank Baumgärtner und Thomas Eßer (Hrsg.): Public Private Partnership. Das Handbuch. FAZ-Inst. für Management-, Markt- und Medieninformationen, Frankfurt am Main, 2009, ISBN 978-3-89981-183-4.